# Clara Sorrenti
Clara Sorrenti, ook bekend als Keffals, is een Canadese Twitchstreamer, transgenderactivist en voormalig politiek kandidaat in Ontario.

## Biografie
Op twaalfjarige leeftijd besloot Sorrenti uit de kast te komen als transgender. In 2013 liet ze als achttienjarige in Thailand een geslachtsaanpassende operatie uitvoeren. Haar familie stond aanvankelijk sceptisch tegenover de transitie, maar besloot haar uiteindelijk te steunen.
Als reactie op de verkiezing van Donald Trump besloot ze politiek actief te worden. In 2018 en 2019 stelde ze zich kandidaat namens de Communist Party of Canada, maar werd niet verkozen.
Aanvankelijk was Sorrenti op Twitch alleen als gamer actief, maar ze besloot Twitch als medium voor haar persoonlijke ervaringen te gebruiken nadat de Texaanse gouverneur Greg Abbott in 2022 een campagne tegen transgenderzorg had gelanceerd. In haar streams praat ze over haar ervaringen als transvrouw.
In augustus 2022 werd Sorrenti gearresteerd nadat internettrollen onder haar naam dreigmails, voorzien van een foto van een geweer, naar lokale politici hadden gestuurd. Na ongeveer 11 uur werd ze weer vrijgelaten.